# 119P/Parker-Hartley
119P/Parker-Hartley – kometa krótkookresowa, należąca do rodziny Jowisza. 

## Odkrycie
Kometa została odkryta 2 marca 1989 roku na zdjęciu wykonanym za pomocą UK Schmidt Telescope w Obserwatorium Siding Spring (Australia). Jej odkrywcami byli Quentin A. Parker i Malcolm Hartley. Kometa nosi w nazwie nazwiska obydwu odkrywców.

## Orbita komety i właściwości fizyczne
Orbita komety 119P/Parker-Hartley ma kształt elipsy o mimośrodzie 0,29. Jej peryhelium znajduje się w odległości 3,03 j.a., aphelium zaś 5,56 j.a. od Słońca. Jej okres obiegu wokół Słońca wynosi 8,89 roku, nachylenie do ekliptyki to wartość 5,19˚.
Jądro tej komety ma rozmiary maks. kilku kilometrów.